# Cementiri d'Horta
El cementiri d'Horta és un recinte funerari al barri homònim de Barcelona, just a sobre de la Ronda de Dalt, catalogat com bé amb elements d'interès (categoria C).

## Història
A mitjan segle xix, el cementiri parroquial de l'església vella de Sant Joan d'Horta (actualment desapareguda) s'havia quedat petit i obsolet, i el 1865 es prengué la decisió de construir un nou cementiri en uns terrenys cedits per Hermenegild de Llauder i Bransí, marquès de la Vall de Ribes.   Finalment, però, va ser escollit un altre emplaçament, als voltants de la pedrera de can Baliarda i al costat de la carretera de Cerdanyola, en uns terrenys cedits per Marià d'Oriola-Cortada, comte de la Vall de Merlès. El cementiri es va inaugurar el 1867.

## Descripció

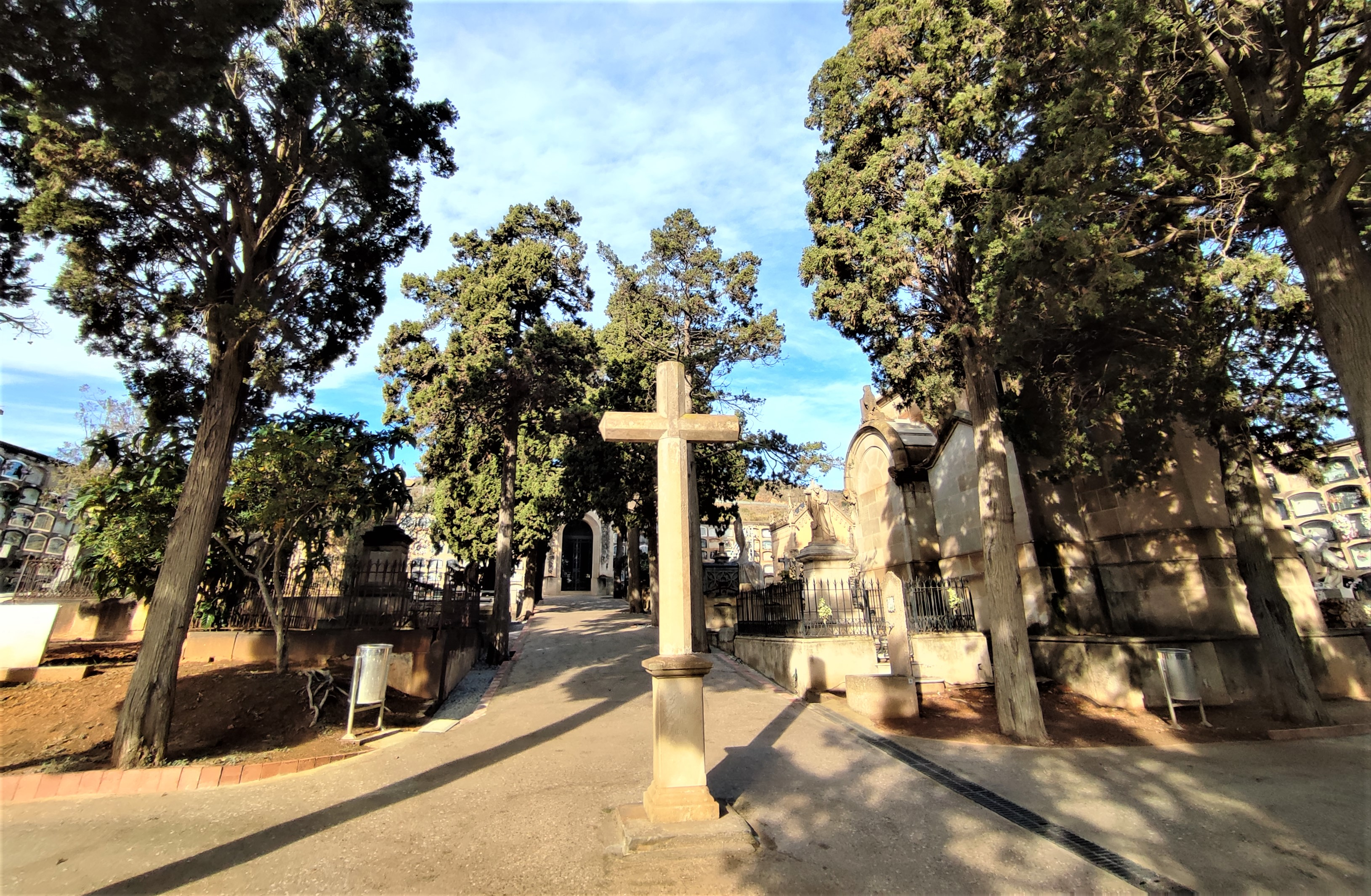
Interior del cementiri

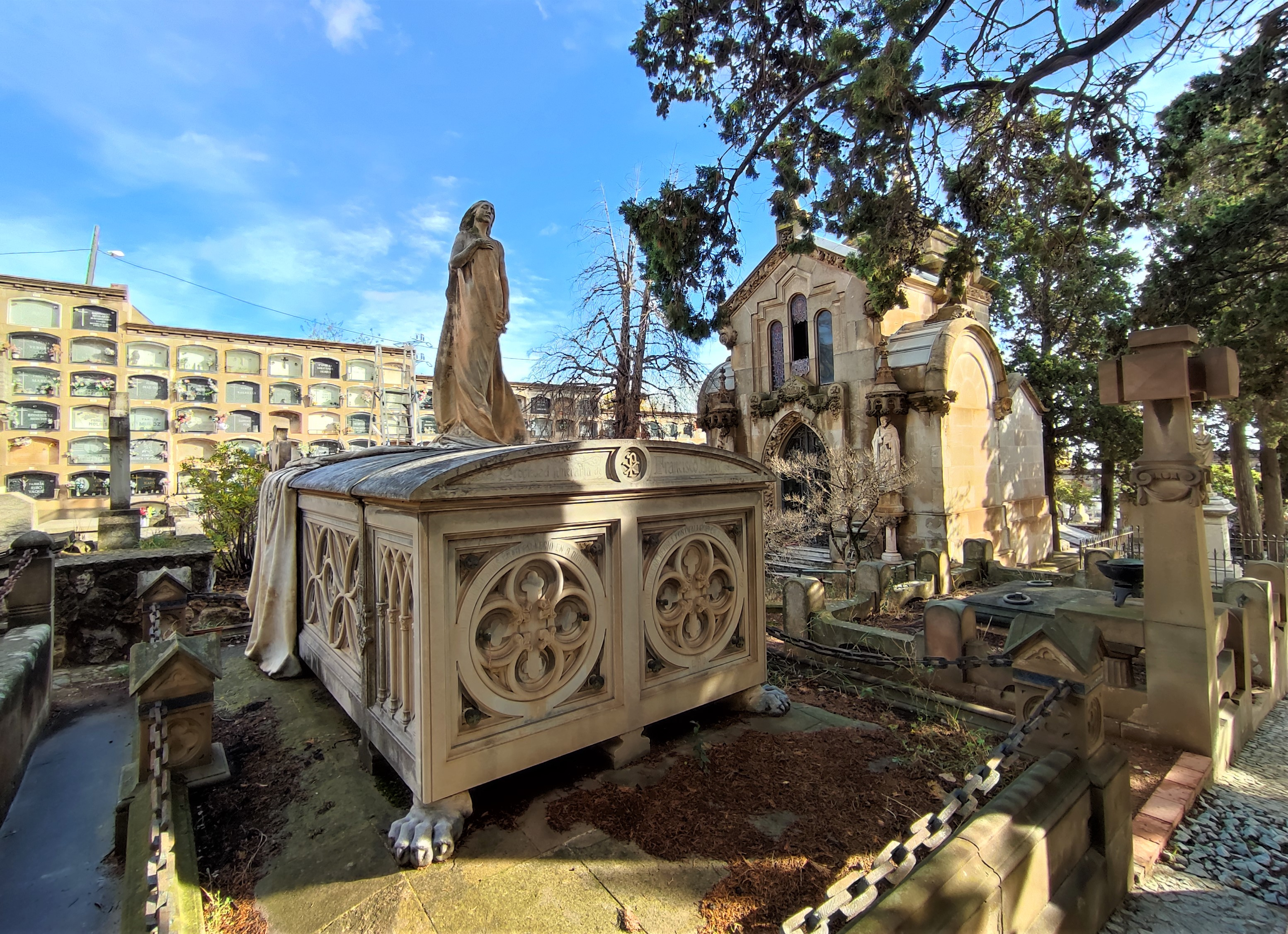
Panteó Sans Bernet

Té planta rectangular i és el cementiri més petit de Barcelona, amb una extensió de 12.982 m² i un total de 1.359 enterraments. De disposició simètrica s'estructura al voltant d'un eix longitudinal amb xiprers a banda i banda, que comença a l'entrada i acaba a la capella. Hi ha també un altre eix transversal arbrat de menor importància. Les sepultures s'ordenen perimetralment amb dues fases d'alçada. En els quatre espais definits pels dos eixos, s'hi troben tombes i panteons.
Entre les tombes destaquen les del marquès de Castellbell Gaietà d'Amat i d'Amat, de Josep Marsans i Rof, fundador de la Banca Marsans, i de Francesc Miró-Sans, president del FC Barcelona entre 1953 i 1961.